# Contabilidade de ganhos
A Contabilidade de Ganhos (CG) é uma abordagem baseada em princípios de contabilidade e de gestão abrangentes que fornece aos gestores informações de apoio à decisão para a melhoria da rentabilidade da empresa. Embora a CG não seja um assunto tão novo, ainda é inovador para a contabilidade gerencial. Ela identifica os fatores que limitam uma organização de atingir o seu objetivo, e, em seguida, concentra-se em medidas simples em áreas-chave para alcançar as metas organizacionais.
A CG foi proposta pelo falecido Eliyahu M. Goldratt (31 de março de 1947 - 11 de junho de 2011) como uma alternativa à contabilidade de custos tradicional. Como contabilidade, não é nem contabilidade de custos nem de custeio, porque não aloca todos os custos (despesas fixas e variáveis, incluindo despesas gerais) para produtos e serviços vendidos ou fornecidos por uma empresa. Considera que apenas os custos que variam totalmente com as unidades produzidas (CTV), por exemplo matérias-primas, são alocados aos produtos e serviços que são deduzidos das vendas para determinar o Ganho. 
A Contabilidade de Ganhos é uma técnica de contabilidade de gestão utilizada como medida de desempenho da teoria das restrições (TOC). É a inteligência de negócios utilizada para maximizar os lucros, no entanto, ao contrário de contabilidade de custos que se concentra principalmente em "corte de custos e redução de despesas para aumentar o lucro", a Contabilidade de Ganhos se concentra principalmente no aumento do Ganho. 
Conceitualmente, a Contabilidade de Ganhos procura aumentar a velocidade ou taxa na qual o Ganho (ver definição de G abaixo) é gerado por produtos e serviços no que diz respeito à restrição de uma organização, podendo esta restrição ser  interna ou externo à organização. 
A Contabilidade de Ganhos considera apenas restrições como fatores limitantes do desempenho das organizações. A contabilidade gerencial é o conjunto interno de técnicas e métodos de uma organização utilizados para maximizar a riqueza dos acionistas. A Contabilidade de Ganhos, portanto, faz parte do conjunto de ferramentas que asseguram a eficiência onde é importante, bem como a eficácia global da organização. É uma ferramenta de utilização interna. Terceiros ou governo ainda dependerão de relatórios contábeis preparados por seus contadores, onde se aplicam os Princípios Contábeis Geralmente Aceitos.
A Contabilidade de Ganhos melhora o desempenho do lucro com as melhores decisões de gestão por meio de medidas que refletem mais de perto o efeito das decisões em três importantes variáveis monetárias: Investimento (incluindo Inventário), Ganho e  Despesas Operacionais.

## História
Quando a contabilidade de custos foi desenvolvido na década de 1890, o trabalho era a maior fração do custo do produto e podia ser considerado um custo variável. Os trabalhadores muitas vezes não sabiam quantas horas eles iriam trabalhar em uma semana, então levantavam-nas nas manhãs de segunda-feira, porque o tempo de manutenção de sistemas eram rudimentares. Contadores de custos, portanto, concentraram-se em medir quão eficientemente eram os gestores de mão de obra, uma vez que era o seu recurso variável mais importante. Agora, no entanto, os trabalhadores quase sempre trabalham 40 horas ou mais; seu custo é fixo e não variável. No entanto, hoje, muitos gestores ainda são avaliados por suas eficiências de trabalho, e muitos "downsizing", "rightsizing", e campanhas de redução de outros trabalhistas são baseados neles. Goldratt afirma que, nas condições atuais, decisões que levam em conta a eficiência de trabalho podem prejudicar ao invés de ajudar as organizações. 
A Contabilidade de Ganhos, portanto, elimina a dependência da contabilidade de custo-padrão sobre a eficiência em geral, e eficiência do trabalho em particular, da prática de gestão. Muitos contadores concordam com a crítica de Goldratt, mas eles não chegaram a um acordo sobre um substituto deste rateio e há uma enorme inércia entre as pessoas capacitadas que as fazem trabalhar com as práticas existentes. 

## Conceitos
A alternativa de Goldratt começa com a idéia de que cada organização tem um objetivo e que as melhores decisões aumentam o seu valor. O objetivo de uma empresa é facilmente definido: Ganhar dinheiro, hoje e no futuro. A Contabilidade de Ganhos aplica-se a não-fins lucrativos também, mas eles têm que desenvolver um objetivo que faça sentido em seus casos individuais. 
A Contabilidade de Ganhos também dedica especial atenção ao conceito de "gargalo" (referida como restrição na Teoria das Restrições) na fabricação ou processos de manutenção. A Contabilidade de Ganhos usa três medidas de receitas e despesas, como segue abaixo: 
Ganho (G) é a taxa na qual o sistema produz "unidades de meta". Quando as unidades de meta são o dinheiro (em empresas com fins lucrativos), o rendimento é vendas líquidas (V) menos custos totalmente variável (CTV), geralmente o custo das matérias-primas (G = V - CTV). Note-se que (G) só existe quando há uma venda do produto ou serviço. Produção de materiais estocados faz parte do Investimento e não do Ganho. O Ganho tem um conceito semelhante ao da margem de contribuição da contabilidade de custos tradicional.
Investimento (I) é o dinheiro que está preso no sistema. Isto é, dinheiro associados ao estoque, máquinas, edifícios e outros ativos e passivos. No início da Teoria das Restrições (TOC), o "I" variava entre "inventário" e "investimento". O termo preferido agora é só "investimento". Observe que a TOC recomenda que o inventário seja valorizado estritamente pelo  custo totalmente variável associada com a criação do inventário, e não com alocações de custos adicionais e rateios.
Despesa Operacional (DO) é o dinheiro que o sistema gasta na geração de "unidades de meta." Para os produtos físicos, DO são todas as despesas, exceto o custo das matérias-primas. DO inclui manutenção, aluguel e folha de pagamento, depreciação, etc. As organizações que desejam aumentar o alcance de sua Meta devem, portanto, exigir que os gerentes testem as decisões propostas contra estas três perguntas. Será que a mudança proposta?
- Aumenta o Ganho? Como?
- Reduz o Investimento? Quanto dinheiro é liberado?
- Reduz a Despesa Operacional? Como?
As respostas a estas perguntas determinam o efeito das decisões ou mudanças propostas sobre as medidas a nível de sistema: 
Lucro Liquido (LL) = Ganho - Despesa Operacional.
Retorno sobre o investimento (RSI/ROI) = Lucro Líquido / Investimento.

## Relevância
Um dos aspectos mais importantes da Contabilidade de Ganhos é a relevância da informação que produz. 
Os gestores atuais precisam de um sistema de informação gerencial que faça a ponte entre as suas decisões e a lucratividade da empresa. Eles precisam de um conjunto de medidas que os ajudem a responder à questão: se eu tomar esta decisão, a lucratividade da minha empresa vai aumentar? Hoje, para ajudar a responder a essa pergunta, a maioria das empresas utiliza medidas da contabilidade de custos e medidas de eficiência de máquinas, de equipamentos, custo por unidade, etc. Algumas usam até mesmo um sistema mais sofisticado, o Activity-Based Costing, mas todas essas ferramentas podem levar a decisões equivocadas. A Contabilidade de Ganhos, baseada na Teoria das Restrições (TOC), mostra que para se chegar a conhecer as fontes internas de lucratividade da empresa é preciso compreender a relação entre os recursos (capacidade) da empresa e seus produtos/serviços (mix de venda). É preciso dispor de medidas sistêmicas que permitam a visualização da contribuição de cada parte do sistema para a lucratividade total. 